# 4 Way Street
4 Way Street är ett livealbum av Crosby, Stills, Nash & Young, utgivet i april 1971. Det spelades in under turnén följande succéalbumet Déjà Vu året före och nådde även detta förstaplatsen på Billboardlistan. Inspelningarna är tagna från spelningar 1970 på Fillmore East i New York 2 - 7 juni, The Forum i Los Angeles 26 - 28 juni och The Chicago Auditorium 5 juli. På grund av inre spänningar upplöstes gruppen efter turnén det dröjde därför till 1977 innan nästa album med nytt material släpptes, CSN.

## Låtlista

### Skiva ett
1. "Suite: Judy Blue Eyes" (Stephen Stills) - 0:30
2. "On the Way Home" (Neil Young) - 3:50
3. "Teach Your Children" (Graham Nash) - 3:08
4. "Triad" (David Crosby) - 6:58
5. "The Lee Shore" (David Crosby) - 4:33
6. "Chicago" (Graham Nash) - 3:27
7. "Right Between the Eyes" (Graham Nash) - 3:36
8. "Cowgirl in the Sand" (Neil Young) - 4:09
9. "Don't Let It Bring You Down" (Neil Young) - 3:20
10. "49-Bye Byes" (Stephen Stills) - 6:36
11. "Love the One You're With" (Stephen Stills) - 3:19

### Skiva två
1. "Pre Road Downs" (Graham Nash) - 3:07
2. "Long Time Gone" (David Crosby) - 5:44
3. "Southern Man" (Neil Young) - 13:38
4. "Ohio" (Neil Young) - 3:35
5. "Carry On" (Stephen Stills) - 14:53
6. "Find the Coast of Freedom" (Stephen Stills) - 3:07

## Listplaceringar
| Lista (1971)   | Position            |
| -------------- | ------------------- |
| Kanada         | 2 (RPM)             |
| Japan          | 19 (Oricon)         |
| Nederländerna  | 3                   |
| Norge          | 8 (VG-lista)        |
| Storbritannien | 5 (UK Albums Chart) |
| Sverige        | 13 (Kvällstoppen)   |
| USA            | 1 (Billboard 200)   |